# پودولیا
پودولیا یا پودیلیا (اوکراینی: Поді́лля، آوانگاری: Podíllia) منطقه‌ای تاریخی در اروپای شرقی است که در بخش‌های غربی-مرکزی و جنوب-غربی اوکراین و در شمال شرقی مولداوی (یعنی شمال ترانس‌نیستریا) واقع شده است. این نام از اسلاوی قدیم po به معنای «جنب/در کنار/در امتداد» و dol، «دره» گرفته شده است (به دره مراجعه کنید).